# 메어리 인스티튜트 앤드 세인트 루이스 컨트리 데이 스쿨

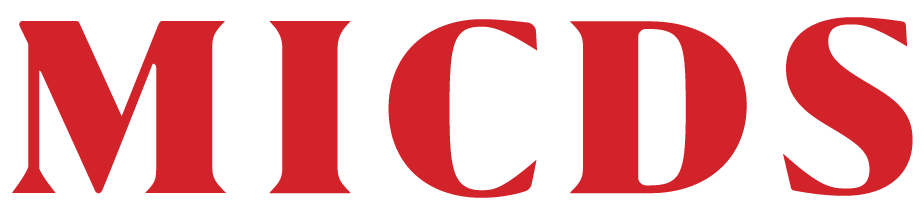

메어리 인스티튜트 앤드 세인트 루이스 컨트리 데이 스쿨(Mary Institute and St. Louis Country Day School)은 미국 미주리주 세인트 루이스에 있는 12년제 사립 초중고등학교이다. 이 학교는 1859년에 첫 개교되었다.